# Salt and Enson
Salt and Enson es una parroquia civil del distrito de Stafford, en el condado de Staffordshire (Inglaterra).

## Geografía
Según la Oficina Nacional de Estadística británica, Salt and Enson tiene una superficie de 7,44 km².

## Demografía
Según el censo de 2001, Salt and Enson tenía 385 habitantes (50,28% varones, 49,72% mujeres) y una densidad de población de 51,75 hab/km². El 12,43% eran menores de 16 años, el 79,66% tenían entre 16 y 74, y el 7,91% eran mayores de 74. La media de edad era de 46,92 años. Del total de habitantes con 16 o más años, el 16,13% estaban solteros, el 71,94% casados, y el 11,94% divorciados o viudos.
El 96,9% de los habitantes eran originarios del Reino Unido. El resto de países europeos englobaban al 1,55% de la población, mientras que el 1,55% había nacido en cualquier otro lugar. Según su grupo étnico, el 98,95% de los habitantes eran blancos y el 1,05% chinos. El cristianismo era profesado por el 80,52%, mientras que el 14,55% no eran religiosos y el 4,94% no marcaron ninguna opción en el censo.
Había 154 hogares con residentes y 6 vacíos.